# Брумано
Брума̀но (на италиански: Brumano; на ломбардски: Brömà, Брьома) е село и община в Северна Италия, провинция Бергамо, регион Ломбардия. Разположено е на 911 m надморска височина. Населението на общината е 118 души (към 2018 г.).